# Bachir Chehab II
Bachir Chehab II (arabe : بشير الثاني الشهابي الكبير (bachīr aṯ-ṯānī aš-šahābī al-kabīr)), né en 1767 à Ghazir et mort en 1850 à Constantinople est un émir libanais qui a gouverné l'émirat du Mont-Liban dans la première moitié du XIXe siècle.
S'il naît musulman sunnite, il se convertira plus tard dans sa vie au rite maronite chrétien afin de pouvoir épouser la sœur du prince Ismaël, de la famille Bellama.

## Biographie
Bachir est le fils de l'émir Qasim ibn Umar Chehab de la famille princière des Chéhab qui avait pris le pouvoir en 1697 après la mort de Ahmad Maan, dernier membre de la famille de Maan. En dépit de ses racines nobles, sa famille était pauvre, mais il épousa une riche cousine.
En 1788, après l'abdication de l'Emir Youssef Chehab, il est élu émir sous la suzeraineté ottomane, et wali (gouverneur) du Mont Liban, de la vallée de la Bekaa et du Jabal Amil, territoire représentant environ les deux tiers du Liban moderne. Il réforme la fiscalité et tente de briser le système féodal, afin d'amoindrir ses rivaux, dont le plus dangereux est Béchir Joumblatt, dont la puissance et la richesse égalent ou dépassent celles de Bachir et qui dispose de l'appui de la communauté druze.
En 1799, lors du siège de Saint-Jean d'Acre, Bashir adopte une attitude de stricte neutralité entre Bonaparte et le défenseur al-Jazzar.
En 1822, le wali ottoman de Damas entre en guerre contre Saint-Jean-d'Ancre, alliée au Pacha d'Égypte Méhémet Ali. Bachir II prend le parti de Méhémet Ali. Le conflit entre Béchir II et Joumblat prend un tour communautaire, le premier étant chrétien maronite, le second druze. En 1825, Bachir II vainc son rival qui est tué à la bataille d'al Simqaniya. Il gouverne alors le Liban sous la souveraineté officielle de Méhémet Ali à partir de 1832. Au cours des huit années suivantes, les dérives sectaires et féodales du conflit 1821-1825 sont exacerbées par l'isolement économique croissant de la communauté druze, alors que les maronites détiennent le pouvoir politique et économique.
En 1840, les principales puissances européennes (Grande-Bretagne, l'Autriche, la Prusse et la Russie), opposées à la politique française pro-égyptienne interviennent en faveur de l'Empire ottoman. Le Traité de Londres du 15 juillet 1840 met fin au conflit Turco-égyptien et Méhémet Ali doit se retirer de la Syrie. Bashir est capturé, envoyé en exil à Malte puis à Constantinople, où il meurt en 1850.  Pendant une courte période l'Empire ottoman exerce une domination directe sur le Liban jusqu'à la nomination comme Émir de Bachir Chehab III, un autre membre de la famille Chéhab.
En 1797, Baz rétablit ses bons offices avec al-Jazzar, lui amenant les fils de Yusuf pour leur rendre hommage. Al-Jazzar utilise son soutien potentiel aux fils de Yusuf comme moyen de pression sur Bachir pour qu'il paie plus d'impôts sous peine de perdre ses fermes fiscales du Mont-Liban. Dans le même temps, l'émir Bachir décide d'éliminer ses opposants Abi Nakad et, à cette fin, il conspire avec les Jumblatt et les Imad. [L'émir Bachir invite les cheikhs Abi Nakad dans les quartiers des conseillers de son palais de Deir al-Qamar, où Bachir Joumblatt et les cheikhs Imad leur tendent une embuscade et les tuent tous les cinq. Selon une source contemporaine, ces meurtres signifient en fait que le "nom Nakad a été oblitéré".

## Source
- (en) Cet article est partiellement ou en totalité issu de l’article de Wikipédia en anglais intitulé « Bashir Shihab II » (voir la liste des auteurs).